# Cipondoh Indah
Cipondoh Indah is een bestuurslaag in het regentschap Tangerang van de provincie Banten, Indonesië. Cipondoh Indah telt 28.713 inwoners (volkstelling 2010).